# Веригина, Ирина Константиновна
Ирина Константиновна Веригина (укр. Ірина Костянтинівна Верігіна; род. 4 июня 1968, Александровка, Кировоградская область) — украинский общественный и государственный деятель, политик. C 10 мая по 15 сентября 2014 года — и. о. председателя Луганской областной государственной администрации. Член Национального союза журналистов Украины. Председатель Луганской областной организации политической партии «Батькивщина» с 2010 года. Член координационного совета общественной правозащитной организации Всеукраинское движение «Сила права».

## Образование
С августа 1987 по июнь 1991 года — студентка дневного отделения исторического факультета Хабаровского педагогического института. В 1991 году окончила институт, получив диплом преподавателя истории и обществоведения.

## Трудовая деятельность
В 1982 году вместе с семьёй переехала в поселок Алькатваам Чукотского автономного округа. В 1985 году закончила обучение в школе и пошла работать на Новокаховский электромашзавод.
С января по сентябрь 1987 года была старшей пионервожатой Беринговской средней школы Магаданской области. С августа 1990 по октябрь 1995 года — учитель истории Нагорненской средней школы Магаданской области.
В 1995 году переехала с семьёй в город Красный Луч Луганской области. С 1995 по 2005 год работала в телерадиокомпании «Луч» тележурналистом и заместителем редактора.
С января 2008 по июль 2010 года — помощник генерального директора по связям с общественностью ГП «Донбассантрацит».
С июня 2011 по январь 2012 года — заместитель правления благотворительной организации Фонд «Новый Донбасс» в городе Луганск.

## Политическая карьера
В 2005 году стала членом Краснолучской городской организации политической партии «Батькивщина», в следующем году была избрана её председателем.
С 2006 по 2008 год работала помощником народного депутата Верховной Рады Натальи Королевской (Всеукраинское объединение «Батьківщина»).
В 2010 году на Луганской областной отчетно-избирательный конференции была избрана председателем Луганской областной организации политической партии «Батькивщина».
С мая 2013 по март 2014 года — помощник-консультант народного депутата Украины Ярослава Федорчука (Всеукраинское объединение «Батьківщина»).
На парламентских выборах в октябре 2014 года вошла в партийный избирательный список «Батькивщины» (№ 41).
Распоряжением председателя облгосадминистрации Луганской области 17 марта 2014 года была назначена на должность первого заместителя председателя Луганской облгосадминистрации Михаила Болотских. 10 мая 2014 года согласно указу и. о. президента Украины Александра Турчинова губернатор был сменён Веригиной на этом посту. К этому времени часть Луганской области контролировалась сторонниками самопровозглашённой ЛНР.
15 сентября указом № 727/2014 президента Украины Петра Порошенко была освобождена от временного исполнения обязанностей председателя Луганской областной государственной администрации.
После своей отставки стала одним из учрежителей организации «Сила Права», оказывавшей юридическую помощь пострадавшим в ходе военного конфликта, через судебное признание роли РФ в нём. Выступала с критикой минских договорённостей.